# Guus Til
Guus Til (* 22. Dezember 1997 in Samfya, Sambia) ist ein niederländischer Fußballspieler, der als offensiver Mittelfeldspieler eingesetzt wird. Er steht 2022 bei der PSV Eindhoven unter Vertrag, war niederländischer Nachwuchsnationalspieler und debütierte 2018 für die A-Nationalmannschaft.

## Karriere

### Verein
Guus Til wurde als Sohn niederländischer Eltern in Sambia geboren und lebte später in Mosambik, wo sein Vater als Entwicklungshelfer tätig war. Im Alter von drei Jahren kam er nach Amsterdam, wo sich seine Eltern im Stadtviertel Bijlmer niederließen. Til spielte zunächst in der Hauptstadt beim SV Geinburgia und beim SV Diemen, ehe er in die Nachwuchsakademie von AZ Alkmaar wechselte. Nachdem er den Jugendmannschaften entwachsen war, debütierte er am 4. August 2016 beim 2:1-Sieg im Rückspiel in der dritten Qualifikationsrunde zur UEFA Europa League gegen PAS Giannina in der Profimannschaft. Zum Saisonende belegte Guus Til mit AZ Alkmaar den sechsten Tabellenplatz und schied in den Play-offs um die Teilnahme an der Europa-League-Qualifikation gegen den FC Utrecht aus. In der Folgesaison wurde er mit AZ Alkmaar zum Saisonende Dritter. In der Spielzeit 2018/19, seiner dritten und letzten Saison in Alkmaar, war Til Kapitän. In der Saison 2019/20 absolvierte er noch die Spiele in der zweiten Qualifikationsrunde zur Europa League gegen den schwedischen Vertreter BK Häcken und verließ dann Alkmaar.
Daraufhin schloss sich Guus Til Spartak Moskau aus der russischen Premjer-Liga an. War er zunächst noch gesetzt, verlor er später seinen Platz in der Stammformation der Moskauer.
Zur Saison 2020/21 wurde Til nach Deutschland in die Bundesliga an den SC Freiburg verliehen. Insgesamt bestritt er dort sieben Ligaspiele für die erste Mannschaft sowie vier für die zweite Mannschaft in der Regionalliga Südwest, bei denen er vier Tore schoss.
Nach Ablauf der Ausleihe wurde bereits Anfang Juni 2021 eine weitere Ausleihe für die Saison 2021/22 zum niederländischen Erstligisten Feyenoord Rotterdam vereinbart. Hier wurde in 32 der möglichen 34 Ligaspielen eingesetzt, bei denen er 15 Tore schoss. Dazu kamen ein Pokalspiel sowie  16 Spiele in der Conference League einschließlich der Qualifikation mit sechs geschossenen Toren. Til erreichte das Finale der Conference League, welches dann gegen den AS Rom verloren ging.
Anfang Juli 2022 verließ Spartak Moskau und unterschrieb einen neuen Vertrag in den Niederlanden, allerdings bei Ligakonkurrent PSV Eindhoven mit einer Laufzeit von vier Jahren. Ende Juli gewann er dort den niederländischen Supercup (Johan-Cruyff-Schale).

### Nationalmannschaft
Guus Til absolvierte sechs Partien für die niederländische U20 und gab am 27. März 2017 beim 0:1 anlässlich eines Vier-Nationen-Turnieres in Spanien gegen Österreich sein Debüt für die niederländische U21-Nationalmannschaft. Sein neuntes und letztes Spiel für die U21-Auswahl der Niederländer absolvierte er am 11. September 2018 beim 1:2 im EM-Qualifikationsspiel in Doetinchem gegen Schottland. Aufgrund der verpassten EM-Teilnahme und aufgrund seines Alters schied Til nach dem Ende der EM-Qualifikation aus der U21-Nationalmannschaft aus. 
Am 26. März 2018 spielte er beim 3:0-Sieg in Lancy im Schweizer Kanton Genf gegen Portugal erstmals für die niederländische A-Nationalmannschaft.

## Erfolge
- Niederländischer Meister: 2023/24
- Niederländischer Pokalsieger:2022/23
- Niederländischer Supercupsieger: 2022, 2023